# Galium petrae
Galium petrae är en måreväxtart som beskrevs av Daniel Oliver och Henry Chichester Hart. Galium petrae ingår i släktet måror, och familjen måreväxter.
Artens utbredningsområde är Israel. Inga underarter finns listade i Catalogue of Life.